# Xenimpia misogyna
Xenimpia misogyna là một loài bướm đêm trong họ Geometridae.